# 金杞泰
金 杞泰（キム・キテ、キム・キイテ、ハングル：김기태、1969年5月23日 - ）は、韓国・光州広域市出身の元プロ野球選手（内野手）、野球指導者。

## 経歴

### 現役時代
大学時代から野球韓国代表の中心打者として活躍。大学4年生時の1990年、サンバンウル・レイダースへ入団。新規参入球団である同球団の措置として新人ドラフトで1次指名と2次指名の間で行われた特別指名を受けてのものだった。
新人でありながら、当時、選手層の薄さで苦戦したチームの4番打者として早くも定着。27本塁打で当時の新人最多本塁打および左打者シーズン最多本塁打の新記録を達成、打点2位などの活躍で新人王候補にもなった。しかし、記者投票では最優秀救援のタイトルを取ったチームメイトの曺圭帝に敗れ、2位で終わった。
それ以降、サンバンウルの中心打者として、また韓国プロ野球を代表する左の大砲としての地位を固める。1994年は最多本塁打のタイトルを、1997年には首位打者のタイトルを獲得。特に1994年の最多本塁打のタイトルは韓国プロ野球史上初めての左打者の本塁打王となり、それまで「左打者は巧打者」という韓国プロ野球の常識を破った。チームの歴史を通じて、常に貧弱だったサンバンウルの打線でより一層の存在感を持ち、相手からは「サンバンウルの打線は金杞泰さえ避ければ大丈夫」と徹底的に敬遠されて、何かあれば勝負を避けられた。その結果、シーズン3ケタ四球を2度も記録するなど、通算975四球を記録。また敬遠の数も歴代2位の129を記録し、サンバンウルに在籍した8年間で6度も2桁敬遠を記録した。それでも自分のリズムを崩さず、猛打を振るってきた。1996年、1997年は金星根監督の下でポストシーズンも経験。
1998年にアジア経済危機で親会社が経営難に陥り、球団の運営にも陰りが見られた。そのため、サンバンウルは主力選手を資金力が豊富だった現代ユニコーンズやサムスン・ライオンズなどにトレードで出して、そのトレードマネーを運営費に充てる羽目になった。これは、打線の中心だった彼にも例外ではなく、中継ぎの要として1996年はリリーフだけで20勝を挙げ、最多勝のタイトルを取ったこともある金玄旭とともに、シーズン終了後に金銭トレードでサムスン・ライオンズに移籍した。
サムスンでは左の長距離砲として林昌勇獲得のためヘテにトレードされた梁埈赫の穴を埋める役割を果たした。また、2000年シドニーオリンピックの韓国代表に選ばれ、銅メダルを獲得した。
しかし2001年、優勝請負人としてサムスンに赴任した金應龍監督との確執で出場機会が減り、2002年にSKワイバーンズにトレードされた。SK移籍後は、年齢からくる衰えを克服できず成績が落ち、2004年は一度調子を取り戻すも、2005年は54試合出場で打率.205と不本意な成績に終わったのを最後に現役を引退した。

### 現役引退後
引退後は指導者の道を歩み、2006年にSKからの派遣により阪神タイガースでコーチ研修を受けた後、李承燁の紹介で2007年に読売ジャイアンツの育成コーチに就任。
2008年からは2年間、同チームの二軍打撃コーチを務めた。また同年行われた北京オリンピックでは韓国代表の打撃コーチを務めた。イースタン・リーグ チャレンジ・マッチの若手選手による連合チーム「フューチャーズ」と、巨人と千葉ロッテマリーンズとの連合チーム「シリウス」では監督も務めるなど、その指導力は高く評価された。
2010年からは韓国・LGツインズの二軍監督に就任。2011年7月に一軍首席コーチに異動となった。そして2011年シーズン終了後、一軍監督への就任が発表された。契約期間は2012年より3年間。
2013年、レギュラーシーズン2位でLGを11年ぶりにポストシーズンへ導いたが、プレーオフで斗山ベアーズに敗れた（年間順位は3位）。2014年4月23日、シーズン序盤にもかかわらずチームが最下位に低迷したため突如監督を辞任した。
2014年10月、起亜タイガースの監督に就任。2017年に起亜を8年ぶりのレギュラーシーズンと韓国シリーズ優勝に導いた。2019年5月16日、起亜が当時最下位に低迷していた責任を取って監督を辞任した。
2020年12月2日、翌2021年から読売ジャイアンツの二軍ヘッドコーチに就任することが発表された。
2021年11月13日、翌2022年からの一軍打撃コーチ就任が発表されたが、韓国に帰国後に体の不調を訴え、精密検査を受けた結果肺結核の罹患が発覚。加療のためチームへの合流が遅れることとなり、代役としてスコアラーだった横川史学がコーチに就任することとなった。4月15日に二軍に合流し、19日に一軍に合流した。10月6日、同シーズン限りで一軍打撃コーチを退任することが発表された。
2023年より、長男の金建亨が所属するKTウィズの二軍を指揮するフューチャーズチーム監督に就任したが、体調の不安などもあり、この年限りでKTを退団した。

## 詳細情報

### 年度別打撃成績
| 年 度      | 球 団        | 試 合 | 打 席 | 打 数 | 得 点 | 安 打 | 二 塁 打 | 三 塁 打 | 本 塁 打 | 塁 打 | 打 点 | 盗 塁 | 盗 塁 死 | 犠 打 | 犠 飛 | 四 球 | 敬 遠 | 死 球 | 三 振 | 併 殺 打 | 打 率 | 出 塁 率 | 長 打 率 | O P S |
| ---------- | ------------ | ----- | ----- | ----- | ----- | ----- | -------- | -------- | -------- | ----- | ----- | ----- | -------- | ----- | ----- | ----- | ----- | ----- | ----- | -------- | ----- | -------- | -------- | ----- |
| 1991       | サンバンウル | 124   | 508   | 427   | 65    | 112   | 15       | 0        | 27       | 208   | 92    | 7     | 4        | 0     | 5     | 72    | 5     | 4     | 93    | 9        | .262  | .370     | .487     | .857  |
| 1992       | サンバンウル | 123   | 525   | 398   | 86    | 120   | 28       | 3        | 31       | 247   | 96    | 5     | 7        | 0     | 5     | 114   | 18    | 8     | 84    | 11       | .302  | .461     | .621     | 1.082 |
| 1993       | サンバンウル | 96    | 395   | 317   | 36    | 76    | 17       | 2        | 9        | 124   | 43    | 11    | 5        | 0     | 4     | 73    | 8     | 1     | 57    | 7        | .240  | .380     | .391     | .771  |
| 1994       | サンバンウル | 108   | 454   | 376   | 70    | 119   | 20       | 4        | 25       | 222   | 79    | 9     | 10       | 0     | 2     | 74    | 13    | 2     | 70    | 10       | .316  | .430     | .590     | 1.020 |
| 1995       | サンバンウル | 116   | 482   | 402   | 48    | 129   | 34       | 3        | 12       | 205   | 72    | 12    | 10       | 0     | 7     | 72    | 15    | 1     | 44    | 8        | .321  | .419     | .510     | .929  |
| 1996       | サンバンウル | 91    | 366   | 310   | 47    | 92    | 17       | 3        | 12       | 151   | 53    | 3     | 6        | 0     | 2     | 54    | 20    | 0     | 48    | 9        | .297  | .399     | .487     | .886  |
| 1997       | サンバンウル | 111   | 478   | 390   | 95    | 134   | 30       | 3        | 26       | 248   | 79    | 10    | 7        | 0     | 2     | 84    | 14    | 2     | 54    | 11       | .344  | .460     | .636     | 1.096 |
| 1998       | サンバンウル | 126   | 541   | 434   | 84    | 134   | 28       | 4        | 31       | 263   | 90    | 10    | 5        | 0     | 3     | 104   | 15    | 0     | 79    | 11       | .309  | .440     | .606     | 1.046 |
| 1999       | サムスン     | 130   | 560   | 468   | 82    | 137   | 33       | 2        | 28       | 258   | 88    | 5     | 4        | 1     | 3     | 82    | 6     | 6     | 95    | 9        | .293  | .403     | .551     | .954  |
| 2000       | サムスン     | 101   | 395   | 333   | 69    | 103   | 24       | 1        | 26       | 207   | 80    | 5     | 1        | 0     | 3     | 57    | 7     | 2     | 56    | 6        | .309  | .410     | .622     | 1.032 |
| 2001       | サムスン     | 44    | 102   | 85    | 5     | 15    | 2        | 1        | 0        | 19    | 9     | 0     | 0        | 0     | 0     | 16    | 1     | 1     | 17    | 1        | .176  | .314     | .224     | .537  |
| 2002       | SK           | 101   | 337   | 284   | 32    | 73    | 15       | 1        | 9        | 117   | 46    | 2     | 1        | 3     | 3     | 47    | 0     | 0     | 57    | 6        | .257  | .359     | .412     | .771  |
| 2003       | SK           | 93    | 265   | 236   | 32    | 69    | 7        | 0        | 3        | 85    | 18    | 2     | 2        | 1     | 1     | 27    | 0     | 0     | 30    | 4        | .292  | .364     | .360     | .724  |
| 2004       | SK           | 126   | 465   | 403   | 60    | 129   | 24       | 0        | 10       | 183   | 67    | 2     | 4        | 4     | 1     | 57    | 6     | 0     | 55    | 10       | .320  | .403     | .454     | .858  |
| 2005       | SK           | 54    | 130   | 112   | 5     | 23    | 4        | 0        | 0        | 27    | 11    | 0     | 0        | 2     | 1     | 15    | 1     | 0     | 23    | 4        | .205  | .297     | .241     | .538  |
| 通算：15年 | 通算：15年   | 1544  | 6003  | 4975  | 816   | 1465  | 298      | 27       | 249      | 2564  | 923   | 83    | 66       | 11    | 42    | 948   | 129   | 27    | 862   | 116      | .294  | .407     | .515     | .923  |

- 各年度の太字はリーグ最高

### タイトル
- 首位打者：1回（1997年）
- 本塁打王：1回（1994年）

### 表彰
- ゴールデングラブ賞：4回（1992年 - 1994年、2004年） ※すべて指名打者部門での受賞

### 背番号
- 3（1991 - 1993年）
- 10（1994年 - 1999年、2002年 - 2005年）
- 11（2000年 - 2001年）
- 130（2007年）
- 84（2008年 - 2009年）
- 71（2010年 - 2011年）
- 91（2012年 - 2014年）
- 77（2015年 - 2019年）
- 78（2021年）
- 88（2022年）
- 73（2023年）